# Drepananthus novoguineensis
Drepananthus novoguineensis là loài thực vật có hoa thuộc họ Na. Loài này được Edmund Gilbert Baker mô tả khoa học đầu tiên năm 1923 dưới danh pháp Cyathocalyx novoguineensis. Tuy nhiên, trước năm 2017 người ta hầu hết coi nó là đồng nghĩa của Cyathocalyx petiolatus.
Năm 2017 Ian Mark Turner và Timothy M. A. Utteridge một lần nữa tách nó thành loài riêng biệt

## Phân bố
Từ New Guinea đến quần đảo Solomon.